# Leptomenes areatus
Leptomenes areatus är en stekelart som beskrevs av Giordani Soika. Leptomenes areatus ingår i släktet Leptomenes och familjen Eumenidae. Inga underarter finns listade i Catalogue of Life.